# Sonthonnax-la-Montagne

Sonthonnax-la-Montagne este o comună în departamentul Ain din estul Franței.